# Czujnik zegarowy

Budowa czujnika zegarowego:
1 - Uchwyt do podnoszenia i opuszczania trzpienia pomiarowego
2 - Pierścień do ustawiania tarczy
3 - Mała wskazówka [mm]
4 - Ustawne wskaźniki tolerancji
5 - Duża wskazówka
6 - Obudowa
7 - Tuleja trzpienia
8 - Trzpień pomiarowy
9 - Końcówka pomiarowa
10 - Podziałka pomocnicza [mm

Czujnik zegarowy – urządzenie pomiarowe, na którego podzielni znajduje się podziałka rozmieszczona na okręgu, tak jak w tradycyjnym zegarku. Czujniki zegarowe wyposażone są najczęściej w przekładnię zębatą, a ich wskazówka wykonuje kilka obrotów w całym zakresie pomiarowym.  
Najczęściej spotykane są znormalizowane czujniki zębate zegarowe wykonane według normy DIN czy PN. Obwód podzielni takiego  czujnika jest podzielony na 100 równych części, z których każda odpowiada przesunięciu się końcówki pomiarowej o 0,01 mm (lub 0,001 mm, czujniki mikronowe). Wartość działki elementarnej wynosi 0,01 mm (0,001 mm), natomiast zakres pomiarowy typowo 0 – 10 mm. Dopuszczalne błędy zawierają się od 0,5 działki w zakresie ±10 działek do 2 działek w całym zakresie.

## Zastosowanie
Czujniki zegarowe znalazły zastosowanie w pracach warsztatowych oraz do pomiarów laboratoryjnych. Wykorzystywane są także w produkcji przy kontroli wymiarów, do ustawienia obrabianych przedmiotów i narzędzi na obrabiarkach oraz do sprawdzania maszyn (pomiary odchyłek kształtu i położenia).

## Galeria

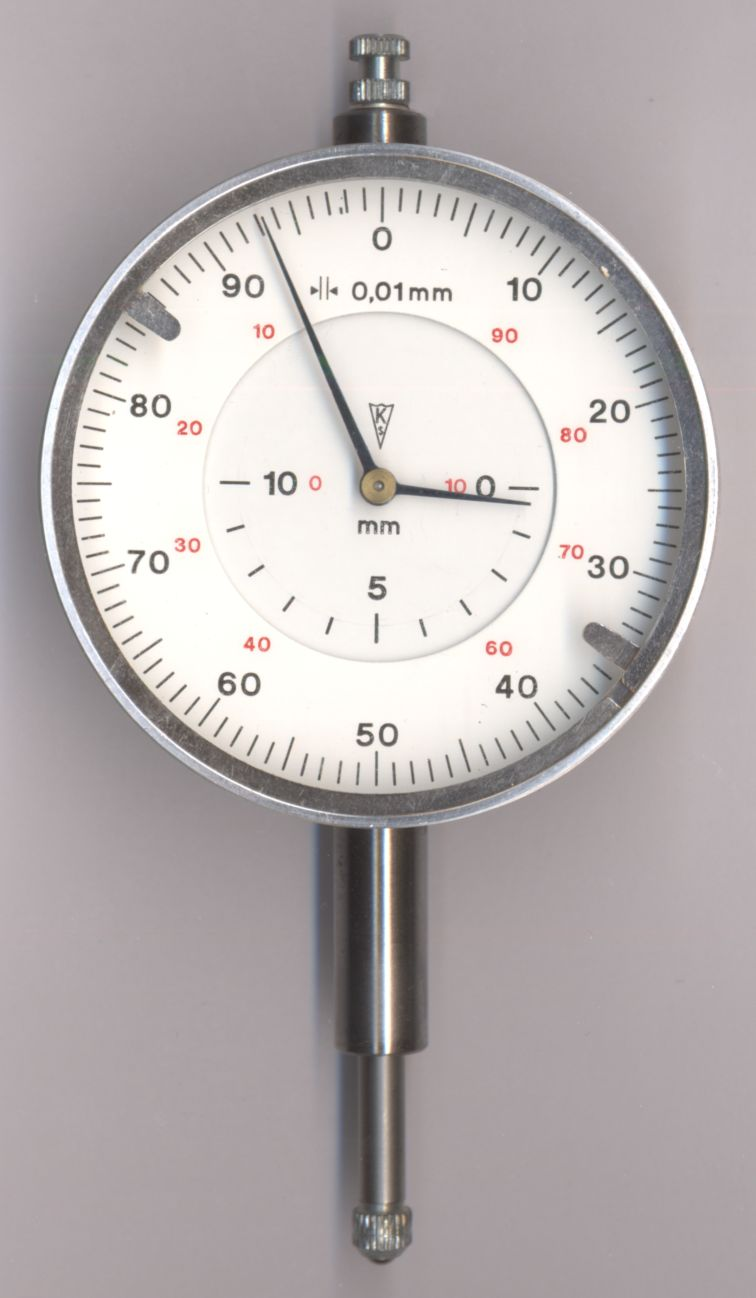
Czujnik zegarowy
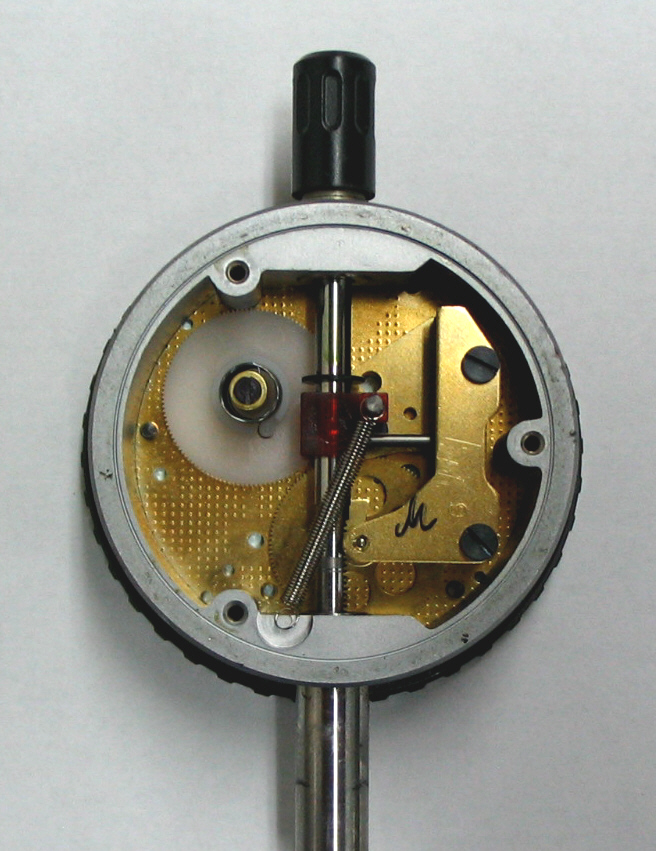
Mechaninizm czujnika zegarowego
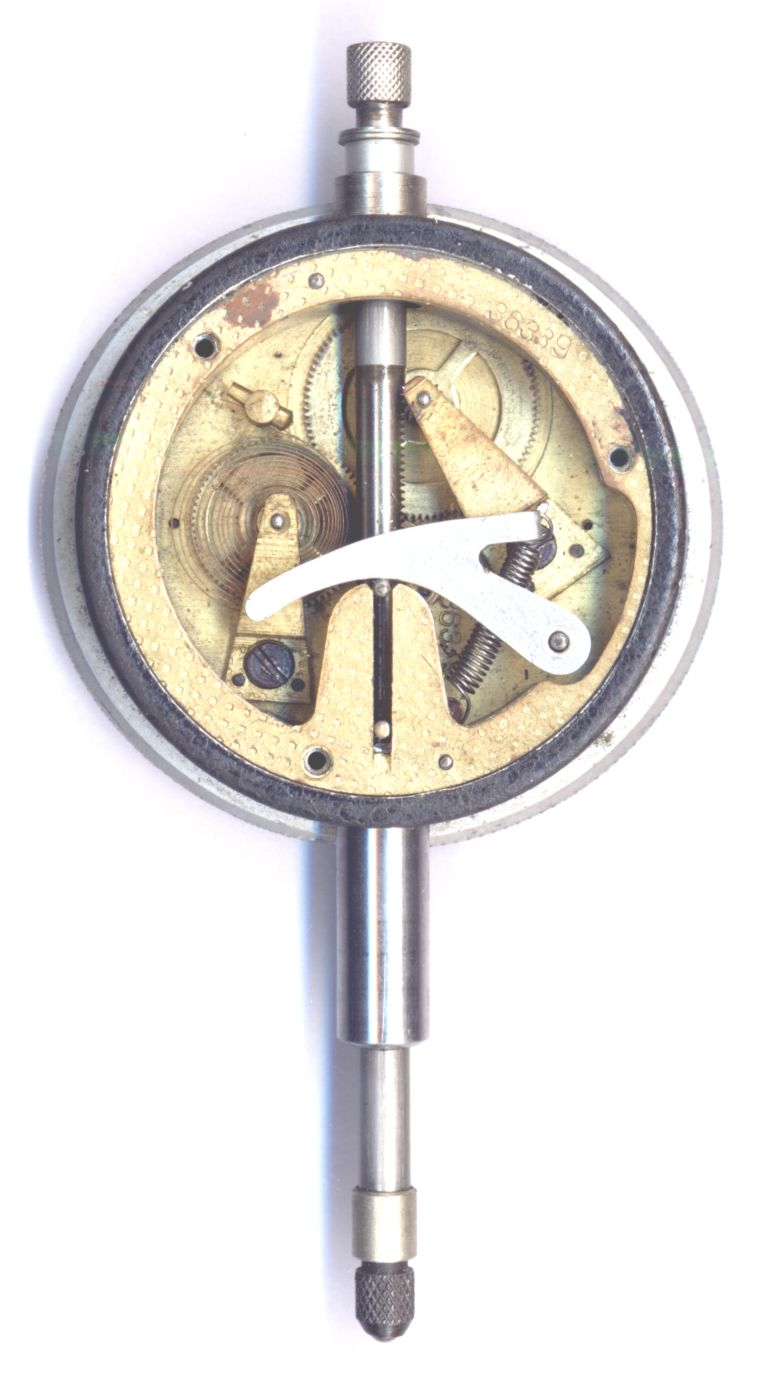
Mechanizm z krzywką do nacisku pomiarowego

## Normy
- PN-68/M-53260  Czujniki zębate zegarowe
- DIN 878  Dial gauges
- ГОСТ 577-68  ИНДИКАТОРЫ ЧАСОВОГО ТИПА С ЦЕНОЙ ДЕЛЕНИЯ 0,01 мм
- BS 907 2008 - Specification for dial gauges for linear measurement
- ASME B89.1.10M 2001 - Dial indicators